# Antonius Vosman
Antonius Johannes Maria (A.J.M.) Vosman (Deventer, 19 mei 1896 - Schalkhaar, 9 augustus 1967) was een Nederlands architect. Hij ontwierp voornamelijk kerkgebouwen en andere religieuze gebouwen die alle de invloed van de Delftse School en van de architect A. Kropholler verraden.

## Enkele werken
- Cyriacuskerk, Dalfsen (1938)
- Onze Lieve Vrouw van Altijddurende Bijstandkerk, Braamt (1948-1949)
- Koor en schip van de Sint-Mattheüskerk, Azewijn (1950-1951)
- Sint-Jozefkerk, Almelo (1953)
- Bantsiliek, Bant (1955)
- Petrus en Pauluskerk, Ulft (1957-1959)
- Kloostergangen Abdij Sion, Diepenveen